# Базилика Юлия
Юлия (на латински: Basilica Iulia) е базилика на Римския форум – място за събиране на древноримския сенат и за провеждане на съдебни процеси.
Базиликата е с размери 101 на 49 м. Построена е през 54 – 44 г. пр.н.е. от Гай Юлий Цезар на мястото на базилика Семпрония. Строителството е завършено при Август, но след няколко години зданието напълно изгаря и е отново изградено през 12 г. от Октавиан. При пожар през 283 г. базиликата силно пострадва и е реставрирана при император Диоклетиан.